# Africa Festival
L'Africa Festival est un événement consacré à la culture et à la musique africaine, organisé à Wurtzbourg, en Allemagne. Il est fondé en 1989 par le Würzburger Afro Projekt, un groupe de travail pour la promotion de la culture africaine en Allemagne. L'Africa Festival est considéré comme le plus grand festival sur cette thématique en Europe. Au cours des dernières années, il accueille plus de 120 000 visiteurs.

## Histoire
L'événement commence toujours la dernière semaine de mai et se déroule jusqu'en 2012 sur les Talavera-Mainwiesen de Würzburg. En 2013, le festival est annulé en raison d'inondations. Les organisateurs annincent alors que le festival aurait lieu ailleurs à l'avenir. La fête a finalement lieu dans la Mainaustrasse.
L'Africa Festival 2019 se déroule du 30 mai au 2 juin. La 32e édition de l'Africa Festival est prévue du 29 mai au 1er juin 2020 et annulée en raison de la pandémie de Covid-19

## Politique
Si, au cours des premières années, les organisateurs avaient pris leurs distances par rapport aux déclarations politiques, le festival est désormais placé chaque année sous un thème. Ainsi, en 2007, le thème du SIDA est abordé à travers des expositions et des séances d'information. En 2008, l'« Atlantique noir » (schwarze Atlantik) est le thème musical principal. La 21e édition du festival a lieu du 29 mai au 1er juin 2009. Le 21 mai 2010 a lieu la 22e édition du festival africain, axé sur l'Afrique du Sud, pays organisateur de la Coupe du monde de football 2010. En 2013, l'Africa Festival fête son 25e anniversaire. Pour cet anniversaire, l'accent est mis sur le Mali.
En 2015, la 27e édition de l'Africa Festival se déroule du 4 au 7 juin. Les thèmes principaux sont Zanzibar et l'Afrique du Nord.